# بییالبییا د گومیل
بییالبییا د گومیل (به اسپانیایی: Villalbilla de Gumiel) یک شهرستان در اسپانیا است که در استان بورگس واقع شده‌است.

## خصوصیات
بییالبییا د گومیل ۲۶ کیلومترمربع مساحت و ۱۲۷ نفر جمعیت دارد و ۹۱۶ متر بالاتر از سطح دریا واقع شده‌است.